# Dias Melhores Virão
Dias Melhores Virão é um filme brasileiro de 1989, do gênero comédia dramática, dirigido por Cacá Diegues. O roteiro é baseado em história de Antônio Calmon.
A série que a personagem dubla, Mary Shadow Show, tem a personagem principal interpretada por Rita Lee. O fato de Rita estar no filme e assinar a música tema foi muito comentado e rendeu bastante publicidade ao longa.

## Sinopse
Maryalva é uma mulher que ganha sua vida fazendo dublagem de seriados norte-americanos para a televisão, mas que sonha se tornar uma estrela internacional de Hollywood. 

## Elenco
| Ator               | Personagem       |
| ------------------ | ---------------- |
| Marília Pêra       | Maryalva Matos   |
| Paulo José         | Pompeu           |
| Zezé Motta         | Dalila           |
| José Wilker        | Wallace Caldeira |
| Rita Lee           | Mary Shadow      |
| Paulo César Pereio | Pereira          |
| Antônio Pedro      | Salgado          |
| Betina Viany       | Janete           |
| Aurora Miranda     | Aurora           |
| Benjamin Cattan    | Ferreirão        |
| Jofre Soares       | Coronel          |
| Sandra Pêra        | Tânia            |

## Prêmios e indicações
- Ganhou 2 prêmios no Festival de Cartagena, nas seguintes categorias: Melhor Atriz (Marília Pera) e Melhor Roteiro.